# Conselho de Segurança Interna dos Estados Unidos

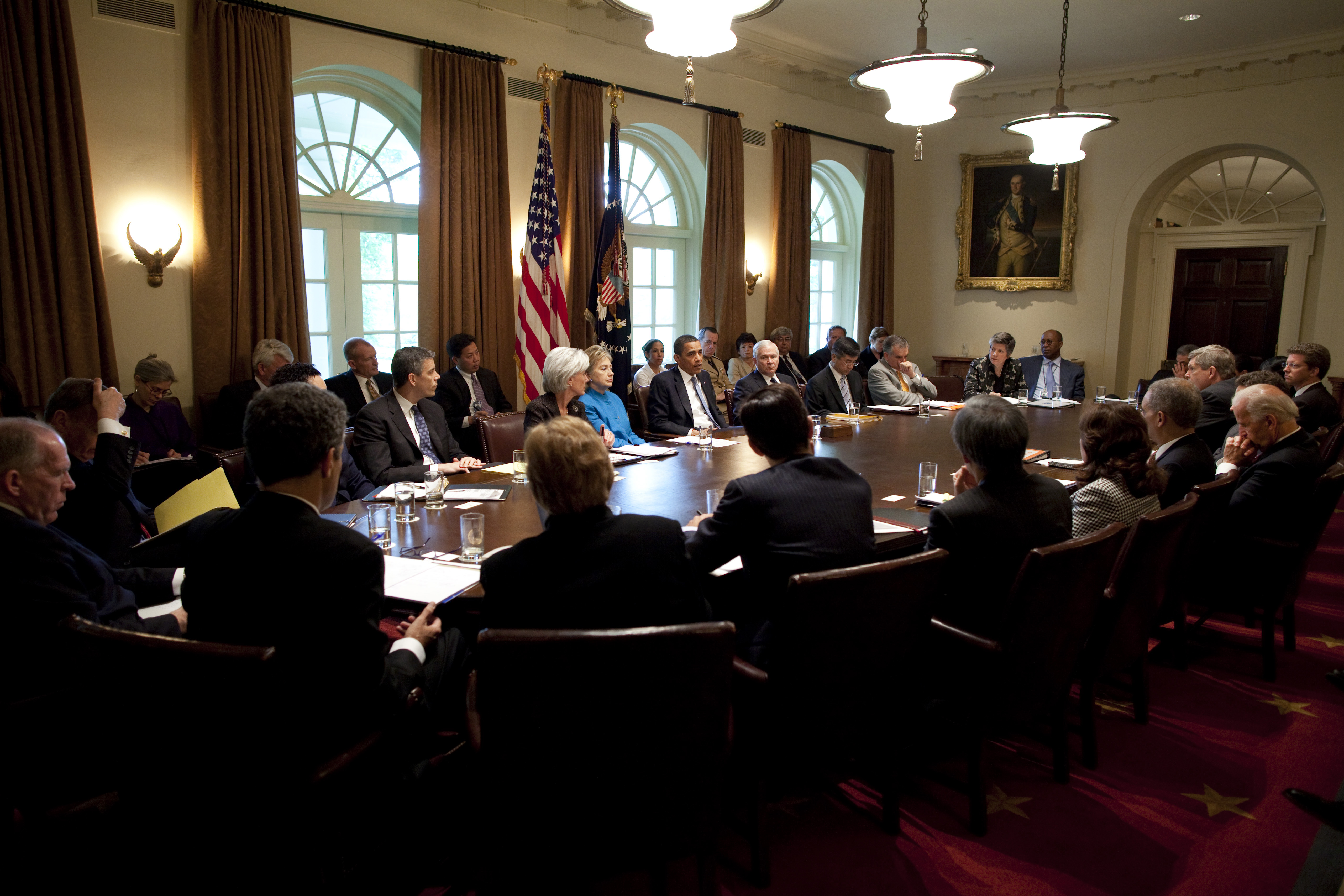
Encontro do Conselho para discutir a gripe de H1N1 (Maio de 2009).

O Conselho de Segurança Interna (HSC) é uma entidade dentro do Gabinete Executivo do Presidente dos Estados Unidos cuja tarefa é a de aconselhar o Presidente dos Estados Unidos em matéria de segurança interna. O actual conselheiro de segurança interna é Tom Bossert, que tem o título de Assistente do Presidente para a Segurança Interna e Contra-terrorismo.